# Einar Røed
Einar Røed (1925. május 6. – 2002. november 21.) norvég nemzetközi labdarúgó-játékvezető.

## Pályafutása

### Nemzeti játékvezetés
1960-ban lett hazája legfelső szintű labdarúgó-bajnokságának játékvezetője. Az aktív nemzeti játékvezetéstől 1973-ban vonult vissza.

#### Nemzeti kupamérkőzések
Vezetett Kupa-döntők száma: 1.

##### Norvég Kupa
A Norvég Labdarúgó-szövetség JB-je elismerve szakmai felkészültségét megbízta a döntő találkozó koordinálásával.
| Időpont           | Helyszín               | Mérkőzés típusa           | Mérkőzés         | Eredmény | Nézők száma |
| ----------------- | ---------------------- | ------------------------- | ---------------- | -------- | ----------- |
| 1970. október 25. | Ullevaal Stadion, Oslo | előselejtező (7. csoport) | Strømsgodset–Lyn | 4 : 2    | 25 744      |

### Nemzetközi játékvezetés
A Norvég labdarúgó-szövetség Játékvezető Bizottsága (JB) 1961-ben terjesztette fel nemzetközi játékvezetőnek, a Nemzetközi Labdarúgó-szövetség (FIFA) bíróinak keretébe. Több nemzetek közötti válogatott és klubmérkőzést vezetett. A norvég nemzetközi játékvezetők rangsorában, a világbajnokság-Európa-bajnokság sorrendjében többedmagával a 18. helyet foglalja el 1 találkozó szolgálatával. Az aktív nemzetközi játékvezetéstől 1972-ben búcsúzott.

#### Európa-bajnokság
Az európai-labdarúgó torna döntőjéhez vezető úton Belgiumba a IV., az 1972-es labdarúgó-Európa-bajnokságra az UEFA JB játékvezetőként foglalkoztatta.
| Időpont         | Helyszín                | Mérkőzés típusa           | Mérkőzés     | Eredmény | Nézők száma |
| --------------- | ----------------------- | ------------------------- | ------------ | -------- | ----------- |
| 1971. május 12. | Wembley Stadion, London | előselejtező (3. csoport) | Anglia–Málta | 5 : 0    | 41 534      |